# Bryan Linssen
Bryan Linssen (Neeritter, 8 de octubre de 1990) es un futbolista neerlandés que juega de delantero en el NEC Nimega de la Eredivisie.
Es hermano del también futbolista Edwin Linssen.

## Clubes
| Club               | País         | Año       |
| ------------------ | ------------ | --------- |
| Fortuna Sittard    | Países Bajos | 2008-2009 |
| MVV Maastricht     | Países Bajos | 2009-2010 |
| VVV-Venlo          | Países Bajos | 2010-2013 |
| Heracles Almelo    | Países Bajos | 2013-2015 |
| F. C. Groningen    | Países Bajos | 2015-2017 |
| Vitesse Arnhem     | Países Bajos | 2017-2020 |
| Feyenoord          | Países Bajos | 2020-2022 |
| Urawa Red Diamonds | Japón        | 2022-2024 |
| NEC Nimega         | Países Bajos | 2025-     |

## Palmarés

### Títulos internacionales
| Título                      | Club               | País  | Año  |
| --------------------------- | ------------------ | ----- | ---- |
| Liga de Campeones de la AFC | Urawa Red Diamonds | Japón | 2022 |